# Papilio aristor
Papilio aristor är en fjärilsart som beskrevs av Jean Baptiste Godart 1819. Papilio aristor ingår i släktet Papilio och familjen riddarfjärilar. IUCN kategoriserar arten globalt som otillräckligt studerad. Inga underarter finns listade i Catalogue of Life.

## Bildgalleri

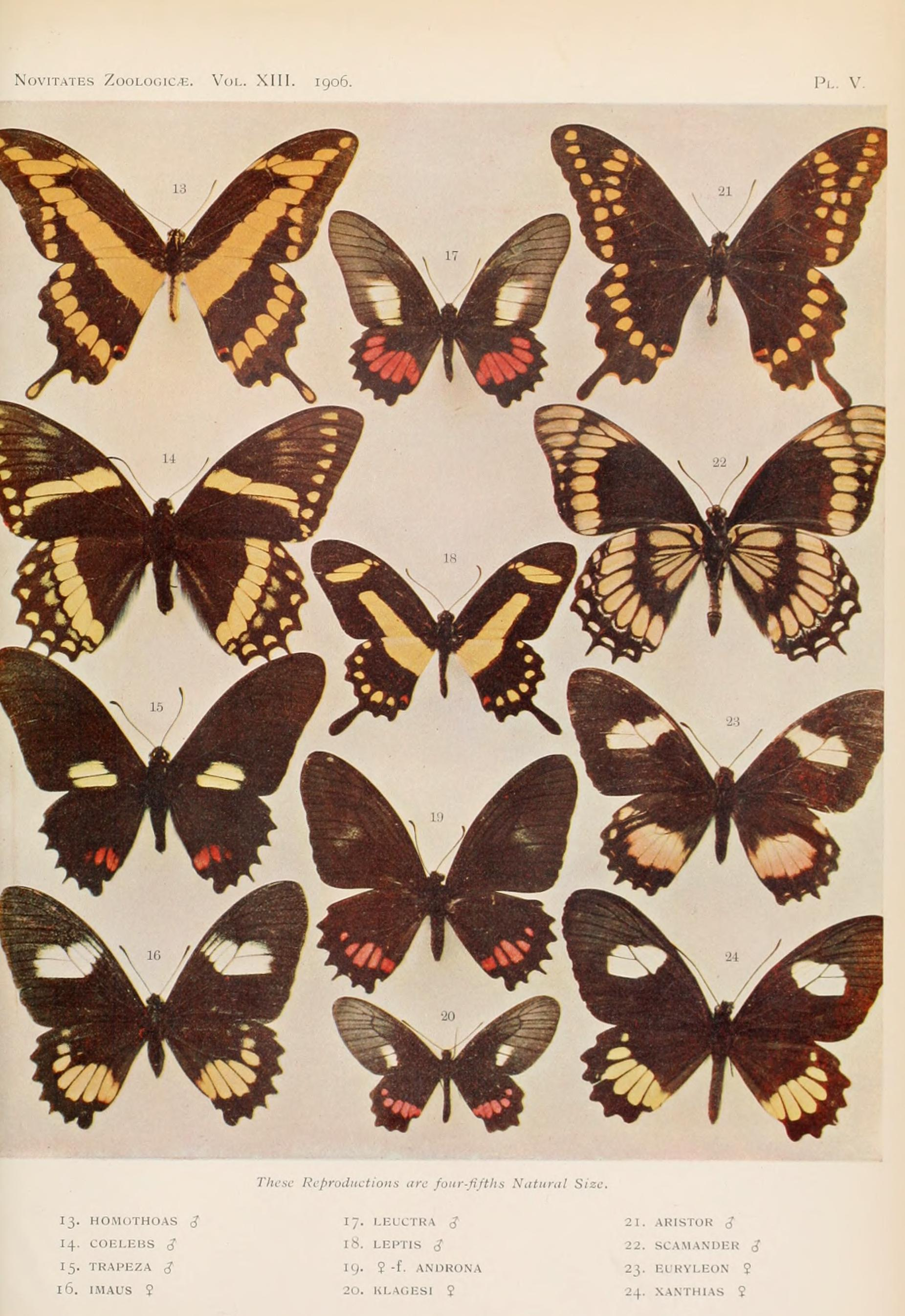